# Ouratea alternifolia
Ouratea alternifolia är en tvåhjärtbladig växtart som först beskrevs av Achille Richard, och fick sitt nu gällande namn av Adolf Engler. Ouratea alternifolia ingår i släktet Ouratea och familjen Ochnaceae. Inga underarter finns listade i Catalogue of Life.